# Triozamia vondraceki
Triozamia vondraceki är en insektsart som beskrevs av Jennifer L. Hollis 1984. Triozamia vondraceki ingår i släktet Triozamia och familjen Homotomidae. Inga underarter finns listade i Catalogue of Life.